# Элосеги, Андер
Анде́р Элосе́ги Алка́йн (баск. Ander Elosegi Alkain; 14 ноября 1987, Ирун, Страна Басков, Испания) — испанский каноист-слаломист. Участник двух летних Олимпийских игр. Бронзовый призёр чемпионата мира 2009 в командных соревнованиях.

## Спортивная биография
На летних Олимпийских играх Андер дебютировал в 2008 году на играх в Пекине. Элосеги без особых трудностей дошёл до финала, где являлся одним из претендентов на призовое место. Обе попытки Элосеги преодолел с хорошим временем, но в каждой из попыток испанский каноист набирал по 2 штрафных очков, что в итоге позволило Элосеги занять только 4 место, отстав от третьего места всего на 1,53 очка.
В 2012 году на летних Олимпийских играх в Лондоне Элосеги вновь считался одним из претендентов на победу в соревнованиях каноистов-одиночек. В финал испанец прошёл с четвёртым результатом. В решающем заплыве Андер не смог показать свой лучший результат и вновь, как и 4 года назад, занял 4-е место.